# رهاب الحر
رهاب الحر (والصفة منها: راهب الحر) هو عدم تحمل درجات الحرارة المرتفعة سواءمن قبل المواد غير العضوية أو الكائنات الحية. وللمصطلح استخدامات عديدة محددة.
ويوجد في الصيدليات، رغوة لا تتحمل الحرارة تحتوي على 0.1% بيتاميثازون فاليرات (betamethasone valerate) وجد أنها فعالة تقريبا كالعلاجات التقليدية لقشرة الرأس. بالإضافة إلى أنها غير دهنية ولا تهيج فروة الرأس. يوجد استخدام آخر للمواد التي لا تتحمل الحرارة وهو علاج زيادة التعرق تحت الإبطين و الكفين: حيث يوجد رغوة لا تتحمل الحرارة اسمها بيتاموس (Bettamousse) طورتها شركة ميفارم, (Mipharm) الإيطالية ، وجد أنها فعالة لعلاج زيادة التعرق .
وفي علم الأحياء, توجد بعض البكتريا التي لا تتحمل الحرارة، مثل مايكوبكتيريوم ليبرا (mycobacterium leprae) التي تسبب الجزام. حيث تكون الاستجابة الحرارية في الكائنات الحية التي لا تتحمل الحرارة استجابة سلبية في حالة رفع درجات الحرارة.
وفي الفيزياء, تأخذ حالات عدم احتمال الحرارة صورة حركة الجسيمات في المخاليط (المحاليل والمعلقات وما إلى ذلك) نحو المناطق ذات درجات الحرارة المنخفضة تسمى ثيرموفوريسيز(thermophoresis).
أما في الطب, فرهاب الحر عبارة عن خوف معين، خوف غير طبيعي من الحرارة والأماكن الساخنة. وبالإضافة إلى ذلك قد تشير تلك الحالة إلى ضعف الحسية والإحساس بالحرارة غير الطبيعية والذي قد يترافق مع فرط نشاط الغدة الدرقية مثلاً.